# Smith Ely junior

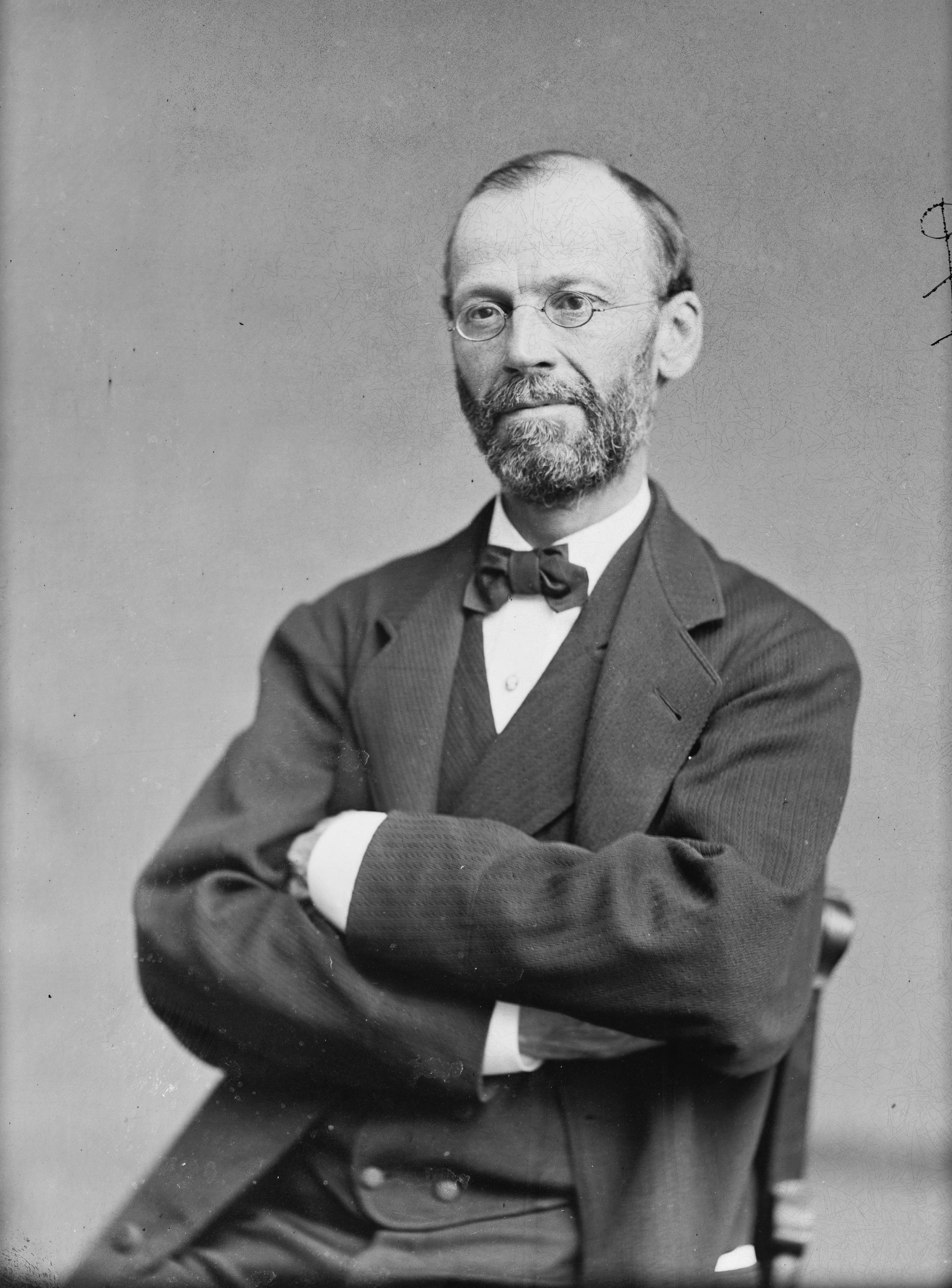
Smith Ely junior

Smith Ely junior (* 17. April 1825 in Hanover, New Jersey; † 1. Juli 1911 in Livingston, New Jersey) war ein US-amerikanischer Politiker. Er vertrat zwischen 1871 und 1873 sowie in den Jahren 1875 und 1876 den Bundesstaat New York im US-Repräsentantenhaus.

## Werdegang
Smith Ely schloss seine Vorstudien ab und graduierte dann 1846 an der New York University Law School in New York City. Seine Zulassung als Anwalt erhielt er im selben Jahr, praktizierte aber niemals. Danach ging er in New York City kaufmännischen Geschäften nach. Zwischen 1856 und 1860 war er als School Commissioner tätig. Er saß in den Jahren 1858 und 1859 im Senat von New York. Danach war er zwischen 1860 und 1870 als County Supervisor tätig. Während dieser Zeit war er 1867 Commissioner of Public Instruction. Politisch gehörte er der Demokratischen Partei an.
Bei den Kongresswahlen des Jahres 1870 für den 42. Kongress wurde er im siebten Wahlbezirk von New York in das US-Repräsentantenhaus in Washington, D.C. gewählt, wo er am 4. März 1871 die Nachfolge von Hervey C. Calkin antrat. Da er auf eine erneute Kandidatur im Jahr 1872 verzichtete, schied er nach dem 3. März 1873 aus dem Kongress aus. Er kandidierte im Jahr 1874 für den 44. Kongress. Nach einer erfolgreichen Wahl trat er am 4. März 1875 die Nachfolge von Thomas J. Creamer an. Allerdings trat er am 11. Dezember 1876 von seinem Sitz zurück. Als Kongressabgeordneter hatte er den Vorsitz über das Committee on Expenditures im Finanzministerium (44. Kongress).
Ely war in den Jahren 1877 und 1878 als Nachfolger von William H. Wickham Bürgermeister von New York City. 1895 wurde er zum Commissioner of Parks ernannt – eine Stellung, die er bis 1897 innehatte, als er in den Ruhestand ging. Er verstarb am 1. Juli 1911 in Livingston und wurde dann dort auf einem Privatfriedhof auf seiner Farm beigesetzt, der heute als „Ely Cemetery“ bekannt ist.